# Плиска (рід)
Пли́ска (Motacilla) — рід горобцеподібних птахів родини плискових (Motacillidae).

## Назва
Назва роду плиска походить від прасл. *pliska, *plišьka, пов'язаного з plisk-/plesk- («шум, плеск»). Назва, очевидно, зумовлена криком цього птаха (що передається як «піс-піс»), або ще ймовірніше тим, що плиски люблять держатися біля води. Інші назви трясогузка, трясихвістка, трясидупа дані за характерну особливість птаха — довгий рухливий хвіст.

## Загальна характеристика
Невеликі за розміром птахи. На відміну від інших представників родини плискових, хвіст довгий, вузький, прямо обрізаний; два середніх пера дещо довші за крайні стернові; перше махове перо коротше за друге і третє; слабко вигнутий кіготь заднього пальця коротший за сам палець.
На відміну від більшості інших дрібних птахів, по землі пересуваються не стрибками, а кроками.

## Поширення
Поширені у Старому Світі. Серед 15 видів, що належать до роду, більшість зустрічається в Європі, де найбільш поширеними є плиска біла і плиска жовта. Ці два види мають широкий ареал у межах Євразії, внаслідок чого виділяють велику кількість їх підвидів. Жовтоголова плиска протягом останніх десятиліть розширює свій ареал на захід.

## Річний цикл
Більшість видів плисок є перелітними. Проте навіть різні географічні популяції одного виду можуть проявляти різний ступінь зв'язку з гніздовою територією. Наприклад, гірська плиска в Західній Європі — осілий вид, у Центральній Європі — ближній мігрант, у Східній Європі — дальній мігрант.
Гнізда влаштовують в різноманітних укриттях (біла плиска, гірська плиска), або розміщують на землі серед трави (жовта плиска, жовтоголова плиска). Кладка один або двічі на рік. Найчастіше вона складається з 5-6 строкатих яєць, у забарвленні яких переважають сірий і жовтий, а також чорний і білі кольори.

## Харчування
Подібно до інших представників родини плискових, живляться суто комахами. Основним способом пошуку їжі є швидке пересування по землі зі скльовуванням здобичі з поверхні. Можуть також ловити здобич у польоті.

## Систематика
Систематика роду є дискусійною. Окремі автори надають деяким підвидам ранг видів. Зазвичай виділяють 12-13 видів, з яких 5 належать до фауни України:
- Плиска жовта (Motacilla flava Linnaeus, 1758) — в Україні гніздовий, перелітний
- Плиска чорноголова (Motacilla feldegg) (нерідко розглядають як підвид жовтої плиски) — в Україні гніздовий, перелітний
- Плиска аляскинська (Motacilla tschutschensis Gmelin, 1789)
- Плиска жовтоголова (Motacilla citreola Pallas, 1776) — в Україні гніздовий, перелітний
- Плиска капська (Motacilla capensis Linnaeus, 1766)
- Плиска мадагаскарська (Motacilla flaviventris Hartlaub, 1860)
- Плиска гірська (Motacilla cinerea Tunstall, 1771) — в Україні гніздовий, перелітний, зимуючий
- Плиска ефіопська (Motacilla clara Sharpe, 1908)
- Плиска біла (Motacilla alba Linnaeus, 1758) — в Україні гніздовий, перелітний
- Плиска строката (Motacilla aguimp Dumont, 1821)
- Плиска лаоська (Motacilla samveasnae J.W. Duck, 2001)
- Плиска японська (Motacilla grandis Sharpe, 1885)
- Плиска білоброва (Motacilla maderaspatensis J. F. Gmelin, 1789)
- Плиска сан-томейська (Motacilla bocagii Sharpe, 1892)

## Галерея

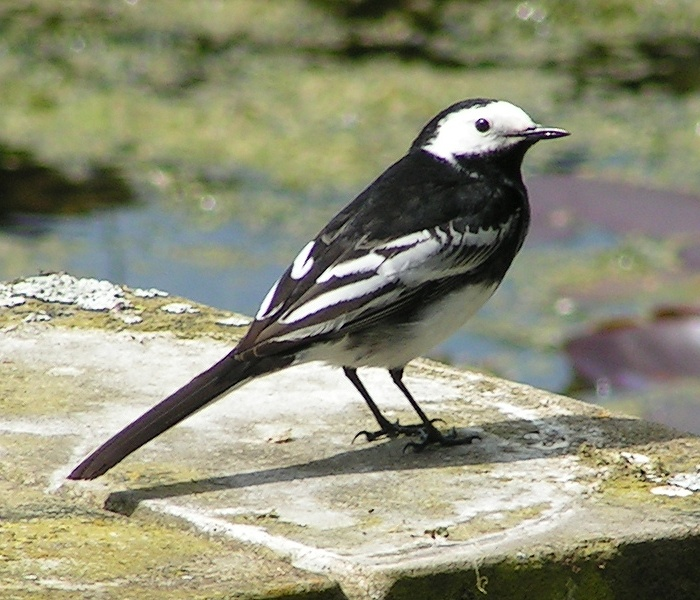
Плиска біла (M. alba yarrellii)
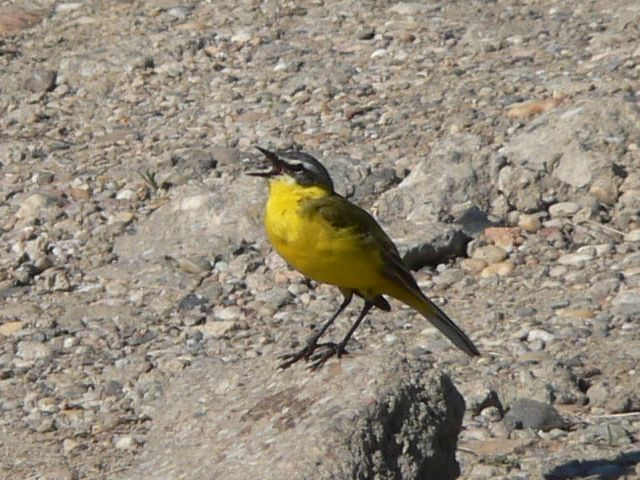
Плиска жовта
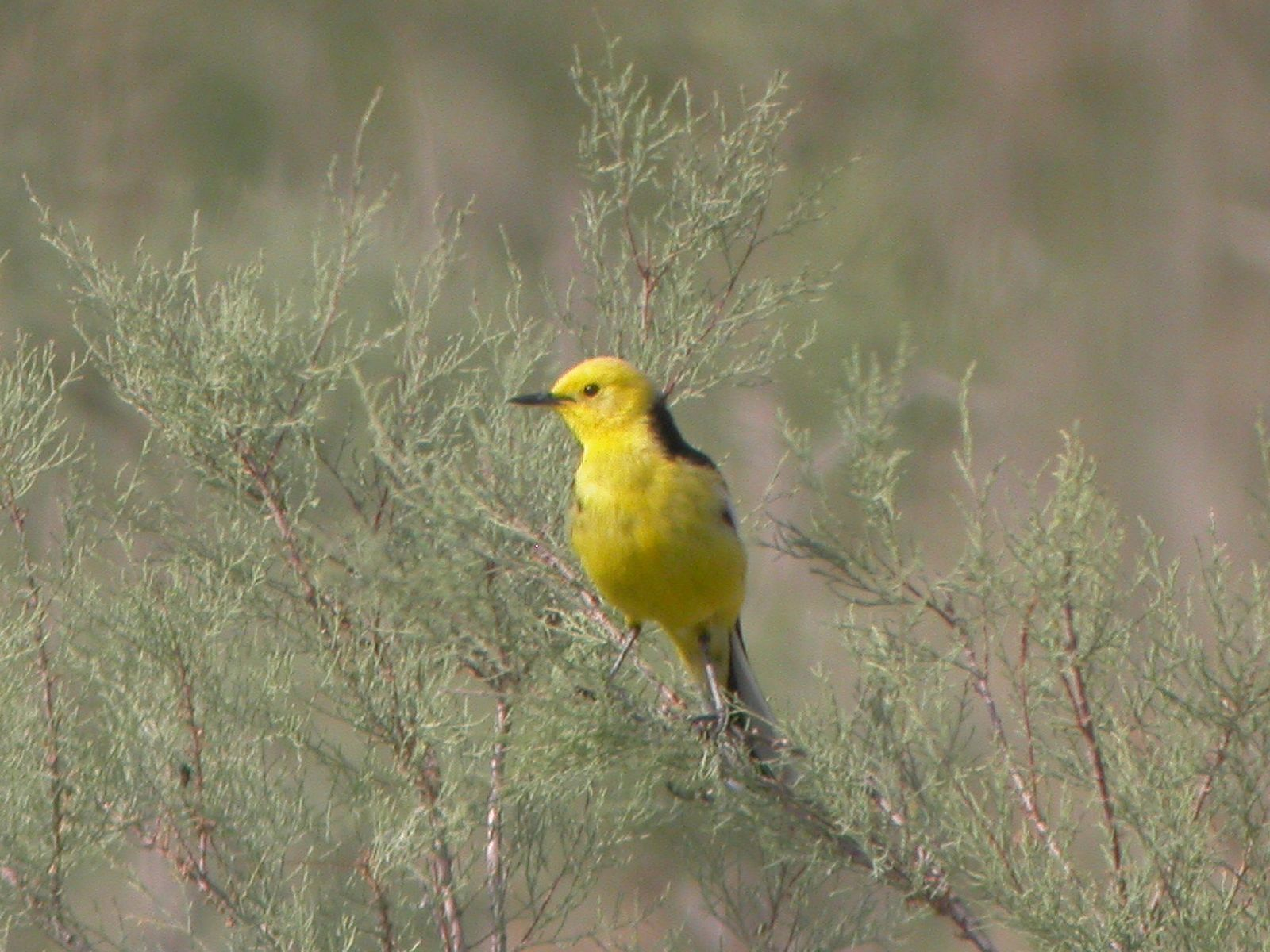
Плиска жовтоголова
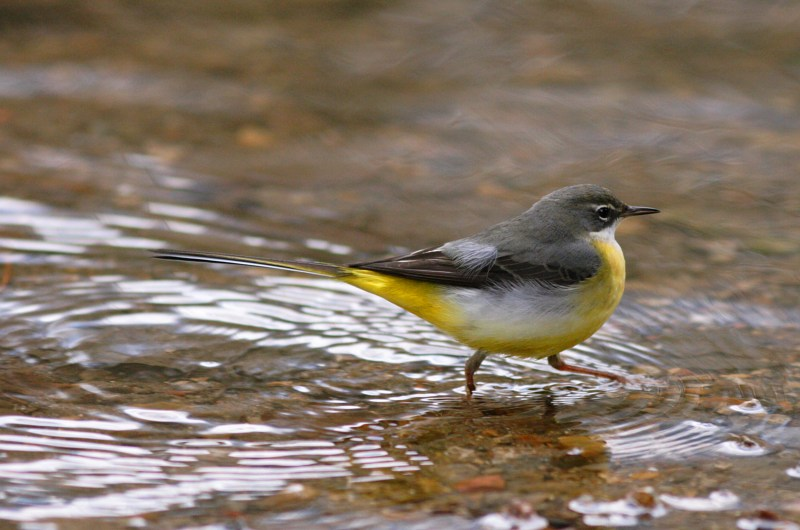
Плиска гірська
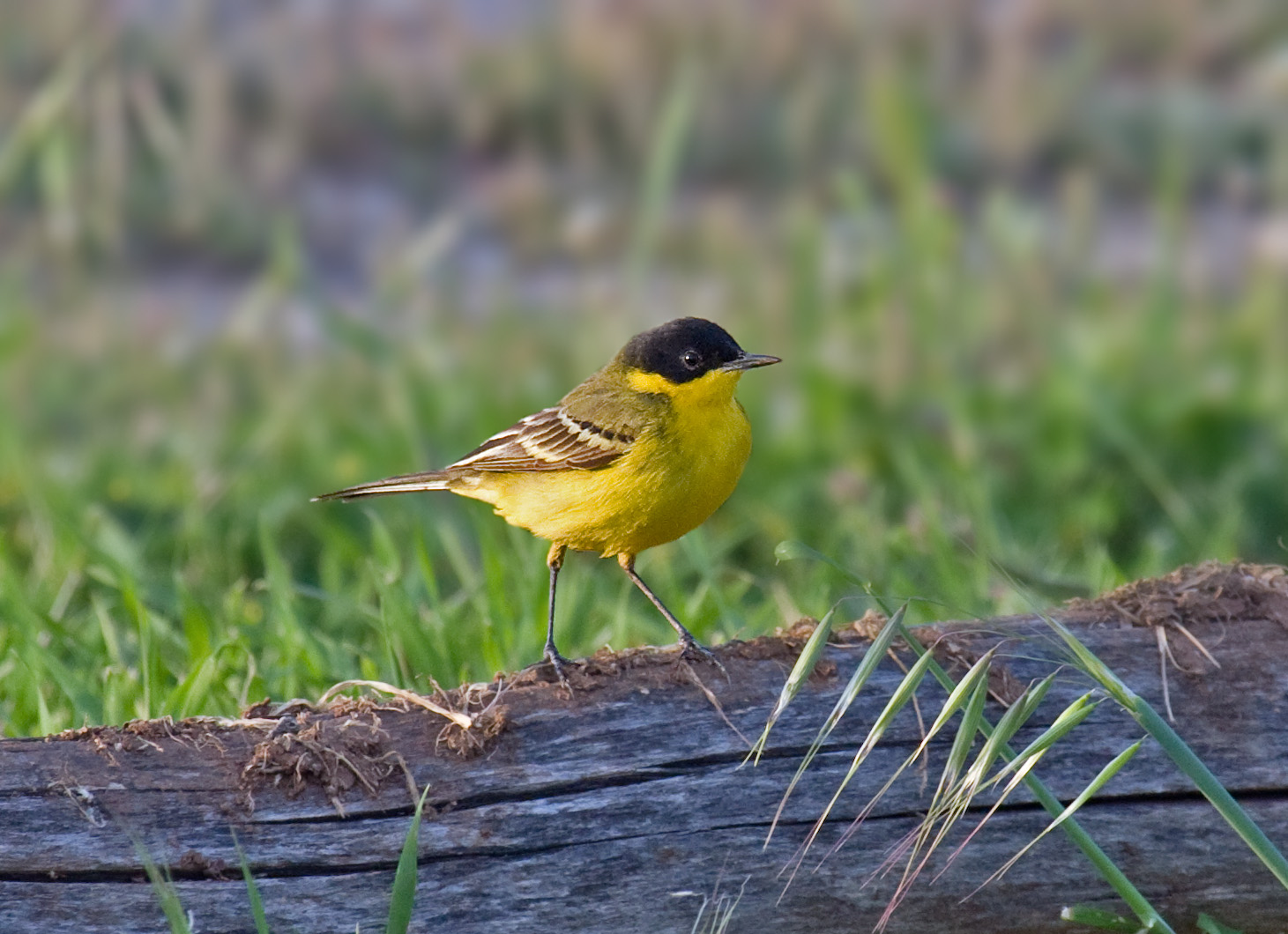
Плиска чорноголова